# Joaquim Bento de Sousa Andrade
Joaquim Bento de Sousa Andrade, (Povoação de Limoeiro, São Bernardo de Russas, Ceará, 19 de julho de 1835 — Messejana, Fortaleza, 26 de abril de 1893) foi um médico, empresário e político brasileiro do período imperial.

## Biografia

### Primeiros anos
Era filho de Bento Joaquim de Souza e Maria Benta de Souza Andrade, sendo neto e bisneto de alguns dos primeiros fazendeiros e militares da região do Vale do Jaguaribe. 
Em 1858, formou-se em medicina na Faculdade do Rio de Janeiro, na capital do Império do Brasil. Desenvolveu estudos na área e publicou teses e obras na área médica: "Dos signaes da prenhez e seu valor relativo", "Raiva ou hydrophobia", "virus e peçonhas" e "do envenenamento pela peçonha do cascavel".
Retornou ao Ceará, estabelecendo residência na região de Messejana (Fortaleza), onde desenvolveu atividades de lavoura e agricultura, segundo Raimundo Girão.

### Relacionamento com a Família Alencar
Após formar-se como médico, Joaquim Bento permaneceu no Rio de Janeiro, sendo nomeado para funções oficiais do Ministério da Guerra nos anos 1860. Nessa época, conheceu e se casou em 1863 com Joaquina Carolina de Alencar, filha do falecido Senador liberal José Martiniano de Alencar, neta de Bárbara de Alencar e prima de Tristão de Alencar Araripe. Tornou-se, assim, cunhado do romancista José de Alencar (na época, deputado nacional pelo Partido Conservador) e do diplomata Barão de Alencar.
Joaquim Bento foi um dos principais incentivadores dos escritos de José de Alencar, especialmente quando insistiu para que ele concluísse a obra "A viuvinha".

### Carreira política
Por volta do ano de 1860, foi Oficial da Secretaria de Guerra, nomeado pelo Ministro Sebastião do Rego Barros (Gabinete Ferraz, do Partido Conservador). Foi também Oficial do Gabinete do Ministro da Guerra Polydoro Jordão entre 1862 e 1863 (Gabinete Olinda, da Liga Progressista).
Nas eleições gerais de 1884, os abolicionistas organizaram uma chapa para os oito distritos da Província do Ceará, sendo isso divulgado no Jornal Libertador, em 16 de outubro daquele ano. Joaquim Bento foi candidato pelo sexto distrito. Os demais candidatos: Frederico Augusto Uorgo (1º distrito); Antônio Pinto de Mendonça (2º distrito); Paulino Nogueira Borges da Fonseca (3º distrito); Teodureto Carlos de Faria Souto (4º distrito); Miguel Joaquim de Almeida (5º distrito); Tomás Pompeu de Sousa Brazil (7º distrito); Álvaro Caminha (8º). No entanto, Joaquim Bento não foi eleito.
Foi eleito deputado geral pela Província do Ceará para duas Legislaturas (13ª e 17ª), atuando entre 1867 e 1870 e entre 1878 e 1881. Foi bastante votado na eleição de 1881 para deputado nacional pelo 8º distrito eleitoral que compreendia as regiões de Aracati, Russas, Morada Nova, Limoeiro do Norte e outras cidades vizinhas. No entanto, nesta última eleição, foi derrotado pelo conservador Álvaro Caminha.
Após a Proclamação da República em 1889, Joaquim Bento integrou o clube União Republicana ao lado de Antônio Pinto Nogueira Accioly e do Barão de Aquiraz. Era um grupo de antigos monarquistas "adesistas", diferente do grupo dos republicanos históricos. Esse grupo conseguiu retomar o poder político do Ceará a partir de 1892, meses antes da morte de Joaquim Bento. Não há notícias de que ele tenha participado do governo republicano de seu aliado histórico, Accioly, o que poderia significar que ele já se encontrava doente.
Na política, Joaquim Bento se destaca pela defesa do agronegócio, defendendo a indústria açucareira e a proposta de fundação de um engenho central fértil e rico distrito agrícola de Messejana, onde ele possuía terras. A seca de 1877-1880 havia destruído o setor agrícola da Província.
Também atuou como jornalista, escrevendo artigos sobre "Melhoramento da lavoura da cana" em 1874 no Jornal Constituição. Em 1876, também publicou "Duas palavras sobre a eleição da parochia de Mecejana" pela editora cearense Typographia Brasileira.
Viveu como lavrador em Messejana (Fortaleza) até o fim de sua vida. Faleceu em abril de 1893 e foi enterrado no cemitério São João Batista de Fortaleza.

## Homenagens
Foi homenageado como membro da Imperial Ordem da Rosa e com a condecoração de 3ª classe do Busto do Libertador Simón Bolívar da República da Venezuela.

Por meio da Lei Municipal nº 1009/2000, de Limoeiro do Norte, foi designada nova denominação para uma rua com o nome "Deputado Joaquim Bento de Sousa Andrade".